# Neobarbella comes
Neobarbella comes là một loài Rêu trong họ Lembophyllaceae. Loài này được (Griff.) Nog. mô tả khoa học đầu tiên năm 1948.